# John Webb
Pour les articles homonymes, voir Webb et John Webb (architecte).
 (novembre 2006).
Améliorez-le ou discutez des points à vérifier. 
John Webb est un homme politique anglais, acteur du Yorkshire Movement proposant en 1780 un programme radical de réforme politique : suffrage universel, vote secret, renouvellement annuel du Parlement, égalité dans la taille des districts électoraux.
Ses propositions restent sans résultat, le gouvernement Pitt ayant d’autres priorités.